# Ægir Steinarsson
Ægir Þór Steinarsson (Reykjavík, 10 maggio 1991) è un cestista islandese.

## Carriera
Con l'Islanda ha disputato due edizioni dei Campionati europei (2015, 2017).